# Jeux d'enfants (Bizet)
Pour les articles homonymes, voir Jeux d'enfants.
Jeux d'enfants (op. 22) est une suite de douze pièces pour piano à quatre mains de Georges Bizet. Composée en 1871, elle est dédiée à Marguerite de Beaulieu et Fanny Goüin.

## Présentation
Jeux d'enfants est une suite de douze pièces pour piano à quatre mains achevée en automne 1871. La partition, « l'une des œuvres les plus célèbres » et « des plus populaires » de Bizet, est dédiée à Mesdemoiselles Marguerite de Beaulieu et Fanny Gouin et publiée par Durand Schoenewerk,.
Concernant les dédicataires, Hugh Macdonald, auteur du catalogue des œuvres du compositeur, indique que Marguerite de Beaulieu était la fille de Mme de Beaulieu, cousine de Geneviève Halévy, la femme de Georges Bizet, et que Fanny Gouin était la fille des Gouin, des amis de Geneviève.
À l'origine, Bizet ne compose que dix numéros, avant d'ajouter les morceaux Bulles de savon et Colin-maillard et de modifier les titres de deux mouvements, La Toupie d'Allemagne devenant La Toupie et Les Soldats de plomb Tambour et trompette,. 
Pour le musicologue Hervé Lacombe, dans l'œuvre, « Bizet condense la forme et trouve le ton juste. Sa musique est vigueur ou calme évocation poétique, son trait délicat ou acéré, son sentiment tendre, mélancolique ou enjoué, son esprit vif, clair, imaginatif et bondissant. Sous l'apparence ludique et descriptive se dissimule un ordre sensible plus raffiné, comme l'indique le compositeur en donnant à chaque pièce deux titres ». Chaque mouvement porte en effet un titre de genre musical en plus de celui du jeu d'enfants évoqué. 

## Structure et analyse
Jeux d'enfants comprend douze pièces, :
1. L'Escarpolette, rêverie, Andantino, à 
, dans lequel le balancement de l'escarpolette est « d'abord suggéré dans une nuance pianissimo par les arpèges montants et descendants des deux parties, auxquels répond bientôt, dans le grave du clavier, le chant marqué et très expressif de la Rêverie[1] » ;
2. La Toupie, impromptu, Allegro vivo, à 
, où la toupie « tournoie sur elle-même au son des notes piquées du « prima » [...] soutenues obstinément par un dessin de doubles croches au « seconda »[1] » ;
3. La Poupée, berceuse, Andantino semplice, à 
, berceuse d'une poupée dont « l'accompagnement en triolets de croches de la voix grave soutient, « aussi pianissimo que possible », le thème simple et naïf de la voix supérieure[1] » ;
4. Les Chevaux de bois, scherzo, Allegro vivo, à 
, chevaux pour lesquels « les suggestions rythmiques des triolets montants et descendants du « seconda », et du léger élan de galop du « prima », [...] sont des plus heureuses[1] », relève la musicologue Adélaïde de Place ;
5. Le Volant, fantaisie, Andantino molto, à 
, où le volant est « lancé et renvoyé sur des traits rapides de trimples croches qui traversent le clavier[1] » ;
6. Trompette et tambour, marche, Allegretto, à quatre temps (noté ), pièce dont le rythme de marche « est ponctué, avec beaucoup d'animation et de variété, par les batteries de tambour de la partie supérieure et par les croches brèves de la partie inférieure[6] » ;
7. Les Bulles de savon, rondino, Allegretto, à quatre temps (noté ), où le vol des bulles de savon « se traduit aux voix aiguës par le rythme d'un motif qui va et vient [...] sur de discrets et brefs accords de croches[6] » ;
8. Les Quatre coins, esquisse, Allegro vivo, à 
, évocateur du jeu des quatre coins, mouvement « brillant et animé, [...] primesautier et espiègle" avec ses notes répétées et "les croches pointées qui s'égaient pour conclure[6] », dans lequel « s'esquisse un fugato, course entre plusieurs personnages qui tourne court[7] » ;
9. Colin-Maillard, nocturne, Andante non troppo, à 
, jeu de colin-maillard que Bizet traduit en nocturne[6] ;
10. Saute-mouton, caprice, Allegro molto, à 
, où le « dialogue vif et particulièrement animé entre les deux parties sur des traits volubiles[6] » évoque le jeu de saute-mouton ;
11. Petit mari, petite femme, duo, Andantino, à 
, qui est « un tendre dialogue, suave et expressif, entre les deux parties[6] » du piano, dans lequel Hervé Lacombe voit « un reflet du couple Bizet, au moins tel que l'a vécu Georges les premiers temps de son mariage. La tendresse et la teinte mélancolique laissent toute la place à deux mélodies qui s'épousent ou s'équilibrent harmonieusement[7] » ;
12. Le Bal, galop, Presto, à 
, bal final qui est « un joyeux divertissement dont le thème célèbre et entraînant [...] est soutenu par d'heureux accords syncopés[6] » et dont « la conclusion est effrénée et furieuse[6] ».

Concomitamment, Georges Bizet orchestre cinq mouvements (les nos  6, 3, 2, 11 et 12), partition créée sous le titre de Petite Suite à Paris le 2 mars 1873 au Théâtre de l'Odéon, sous la direction d'Édouard Colonne,.
L'œuvre inspire également les chorégraphes. Plusieurs ballets sont réalisés sur la musique des Jeux d'enfants, par Léonide Massine (1932), Albert Aveline (1941), Tatjana Gsovsky (Rêves d'enfants, 1951) et George Balanchine (The Steadfast Tin Soldier, 1975).